# Дрю, Роберт
Роберт Дрю (англ. Robert Drew; 15 февраля 1924, Толидо, Огайо — 30 июля 2014, Шарон, Коннектикут) — американский режиссёр, продюсер, журналист, основоположник американского экспериментального направления «прямое кино» (англ. direct cinema).

## Биография
В историю киноискусства и телевидения Роберт Дрю вошел благодаря обновленческим идеям в области документального кинематографа и телевизионной документалистики. В 1960 году Дрю создает малое предприятие «Drew Associates», производившее по договорам подряда (контрактам) для крупных телесетей «ABC», «CBS» документальные программы (фильмы) для соответствующих многосерийных проектов: «On The Pole» (CBS), «Close Up!» (ABC) и др.. В том же году совместно с Ричардом Ликоком и Донном Пеннебейкером режиссёр снимает фильм «Предварительные выборы» о праймериз Демократической партии на президентских выборах в США. Главным героем ленты становится Дж. Ф. Кеннеди. Благодаря специально созданному компактному аудио рекордеру, синхронизируемому с 16-миллеметровой камерой, режиссёру удалось создать выразительный и ёмкий образ одной из значительных фигур новейшей истории США.

## Основные идеи
Модернизация кино- и теледокументалистики в США 1960-х годов, предложенная Робертом Дрю, обусловлена спецификой взаимодействия американского телевидения и кинематографа. В эти годы телевидение переплавляет ряд кинематографических жанров в собственные, с учетом особенностей эфирного вещания. Получает новый толчок ожесточенная борьба за целевую аудиторию, которая до недавнего времени принадлежала индустрии кино. Дрю, организовав вокруг себя группу не только кинематографистов, но и технических работников, предложил американскому телевидению новый тип фильмов, в которых создавался особый «неформальный» образ главного героя. Синхронная запись звука и использование небольших ручных камер, не требовавших штатива, позволили достичь нетипичной для того времени достоверности изображения.
Прямое кино традиционно рассматривается как направление, в целом близкое по идеям и задачам французскому синема верите.

## Избранная фильмография
- Primary (1960)
- On the Pole: Eddie Sachs (1961)
- Crisis: Behind a Presidential Commitment (1963)
- Faces of November (1964)